# Gebänderter Baumwaran
Der Gebänderte Baumwaran (Varanus scalaris) ist eine in Australien endemische Art der Schuppenkriechtiere aus der Gattung der Warane (Varanus). V. scalaris gehört der Untergattung Odatria an. Die Erstbeschreibung erfolgte 1941 durch den deutschen Herpetologen Robert Mertens.

## Aussehen und Körperbau
Mit einer Gesamtlänge von 65 cm gehört der Gebänderte Baumwaran zu den kleinwüchsigen Waranarten. Ihr langer Schwanz erreicht etwa das 1,5fache der Kopf-Rumpf-Länge. Zwischen den einzelnen Populationen sind im Erscheinungsbild große Variationen zu erkennen. Die Population aus dem Nordosten von Western Australia und die aus der Kimberley Region besitzen eine Zeichnung aus vielen kleinen, hellen Ozellen, welche aus ihrer grauen Grundfärbung hervorstechen. Einige der Ozellen haben einen dunklen Zentralfleck und sind in mehreren Querreihen angeordnet oder bilden ein Netzmuster. Bei den meisten Exemplaren ist die Kehle leuchtend zitronengelb gefärbt. Das Typusexemplar von MERTENS (1941) hatte mehrere dunkle Querbänder auf dem Rücken. Diese Variation scheint laut Robert Mertens nur nördlich von Broome verbreitet zu sein. Bei allen Gebänderten Baumwaranen ist ein schwarzer Temporalstreifen sichtbar, der unten von einem hellen Band eingegrenzt wird. Ihre Kopfschuppen sind glatt und klein. Das Nasenloch befindet sich seitlich und ist eher näher zur Schnauzenspitze gelegen als zum Auge. Um die Körpermitte sind 95 – 135 Schuppenreihen angeordnet. Ihr muskulöser Schwanz ist fast kreisrund im Durchschnitt. V. scalaris Schwanz ist im Bereich der Basis gebändert, wohingegen die Schwanzspitze meistens einfarbig dunkelgrau ist.

## Verbreitung
Das Verbreitungsgebiet von Varanus scalaris erstreckt sich über den tropischen Norden Australiens von Broome im Westen bis ins angrenzende Northern Territory. Von häufigen Sichtungen spricht man am Lake Argyle (WA), in den Atherton Tablelands (QLD), in Almeden (QLD) und in der Region um Darwin (NT).
Die Tiere Leben auch in einigen australischen Nationalparks.
| Nationalpark                             | Gebiet / Territorium |
| ---------------------------------------- | -------------------- |
| Bowling Green Bay Nationalpark           | Queensland           |
| Crater Lakes Nationalpark                | Queensland           |
| Diamantina-Nationalpark                  | Queensland           |
| Edmund-Kennedy-Nationalpark              | Queensland           |
| Flinders-Group-Nationalpark              | Queensland           |
| Girringun-Nationalpark                   | Queensland           |
| Heathlands Resources Reserve             | Queensland           |
| Hinchinbrook-Island-Nationalpark         | Queensland           |
| Iron-Range-Nationalpark                  | Queensland           |
| Kuranda-Nationalpark                     | Queensland           |
| Lawn Hill (Widdallion) Resources Reserve | Queensland           |
| Mungkan Kandju Nationalpark              | Queensland           |
| Paluma-Range-Nationalpark                | Queensland           |
| Undara-Volcanic-Nationalpark             | Queensland           |
| Wooroonooran-Nationalpark                | Queensland           |

## Lebensraum und Lebensweise
Der Gebänderte Baumwaran ist ein Baumbewohner. Er lebt sowohl in den regenwaldähnlichen Gebieten Kimberleys, als auch in den Sklerophyll-Trockenwäldern des angrenzenden Outbacks. V. scalaris kann in Gefangenschaft eine Lebenserwartung von mehr als 15 Jahre erreichen. Zur Nahrungssuche verlassen sie häufig die Bäume, da sie leichter im Laub nach Nahrung suchen können als in den Baumwipfeln. Ihre Beutetiere sind Insekten, Spinnen und eventuell auch kleine Skinke. In der Nacht schlafen die Warane unter der losen, abgestorbenen Rinde der Bäume. Bei der Futtersuche gehen sie gelegentlich auch unter die Rinde, um Larven zu finden. VALENTIC (1996) beobachtete das Varanus scalaris hin und wieder in Baumhöhlen anzutreffen ist, welchen gleichzeitig noch anderen Bewohnern wie Geckos oder Laubfröschen als Unterschlupf dienen. Kleinere Geckos fallen ihm in solchen Fällen dann genauso zum Opfer wie Schaben und andere baumbewohnenden Insekten.

## Systematik
In den letzten Jahren wurde die Nomenklatur des Gebänderten Baumwarans mehrfach geändert. MERTENS (1941, 1942b, 1942d) beschrieb V. scalaris als eine Unterart des Timor-Warans (Varanus timorensis). Er verlieh ihr den wissenschaftlichen Namen V. t. similis. V. t. similis wurde von STORR nicht mehr als Unterart anerkannt, sondern als Variation vom Timor-Waran gezählt. Bei seiner Untersuchung der Hemipenismorphologie stellt BRANCH (1982) größere Unterschiede innerhalb der V. timorensis-Population fest. Er belebte das Taxon V. similis wieder, für die Tiere aus dem Northern Territory, aus Queensland, von den Torres-Strait-Inseln und die aus dem südlichen Neuguinea. In der Englischen Sprache wird die Art „Banded Tree Monitor“ oder auch „Spotted Tree Goanna“ genannt.